# Giao hưởng số 5 (Tchaikovsky)

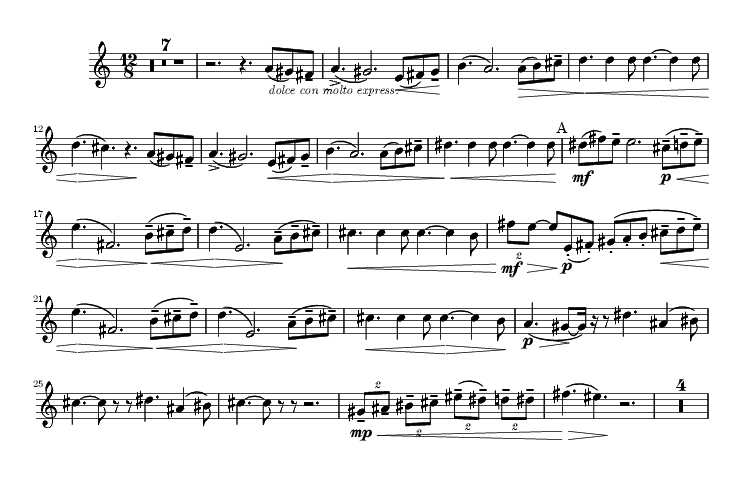
Phần độc tấu kèn của chương 2, bản Giao hưởng số 5 của Tchaikovsky.

Giao hưởng số 5, cung Mi thứ , Op. 64 là bản giao hưởng của nhà soạn nhạc người Nga Pyotr Ilyich Tchaikovsky. Tác phẩm này được nhà soạn nhạc Nga viết vào năm 1888 khi đi biểu diễn với vai trò là một nhạc trưởng ở trong và ngoài nước. Đây là một trong các bản giao hưởng xuất sắc nhất của Tchaikovsky. Bản giao hưởng gồm có 4 chương: 
- Chương 1: Andante-Scherzo. Đây là chương viết với một sức nặng khủng khiếp, một sự đè nén đáng sợ nào đấy. Chương này được viết với những khúc nhạc tang lễ
- Chương 2: Andante cantabile con alcuna licenza. Chương nhạc này nối tiếp những chủ đề mà chương 1 để lại
- Chương 3: Valse: Allegro moderato con Patrioso: Chương nhạc này nhẹ nhàng và tươi mát bởi những khúc waltz, giảm bớt sự nặng nề mà những chương trước đã thể hiện
- Chương 4: Finale: Andante Maestoso-Allegro Vivace-Molto Meno Mosso: Chương nhạc được trình diễn với những khúc nhạc hoành tráng, vĩ đại

Trong bản giao hưởng, chương 4 là chương nhạc được nhiều người biết đến hơn cả
Nhiều nhà phê bình âm nhạc cho rằng, bản giao hưởng số 5 thể hiện tinh thần sống của một con người. Chương 1 với những khúc nhạc nặng nề, mang tính chất tang lễ và cả chương 2 sau đó đã thể hiện cái gọi là định mệnh, là số phận. Những thứ đó đang đè nén con người đến tột cùng. Tuy nhiên, bằng ý chí và sức mạnh của mình, con người vươn lên, vượt qua số phận, định mệnh để có thể sống tốt đẹp hơn, ý nghĩa hơn. Tư tưởng này luôn có trong nhiều tác phẩm của Tchaikovsky.